# Paolo Faragò
Paolo Pancrazio Faragò (Catanzaro, Calabria, Italia, 12 de febrero de 1993) es un exfutbolista italiano que jugaba de centrocampista.

## Trayectoria

### Novara
Faragò jugó para el equipo reserva del Novara durante la temporada 2011-12. Debutó en la Serie B en la temporada 2012-13. Se quedó en el club cuando descendió a la Lega Pro en 2014, hasta su regreso a la Serie B en 2015.

### Cagliari
El 19 de enero de 2017 Faragò fichó por el Cagliari.

## Estadísticas
Actualizado al último partido disputado en su carrera deportiva.
| Club                                                     | Div.          | Temporada     | Liga  | Liga  | Copas nacionales(1) | Copas nacionales(1) | Copas internacionales | Copas internacionales | Total | Total |
| Club                                                     | Div.          | Temporada     | Part. | Goles | Part.               | Goles               | Part.                 | Goles                 | Part. | Goles |
| -------------------------------------------------------- | ------------- | ------------- | ----- | ----- | ------------------- | ------------------- | --------------------- | --------------------- | ----- | ----- |
| Novara Calcio · Italia                                   | 2.ª           | 2012-13       | 16    | 2     | 1                   | 0                   | ―                     | ―                     | 17    | 2     |
| Novara Calcio · Italia                                   | 2.ª           | 2013-14       | 37    | 4     | 2                   | 2                   | ―                     | ―                     | 39    | 6     |
| Novara Calcio · Italia                                   | 3.ª           | 2014-15       | 20    | 1     | 2                   | 0                   | ―                     | ―                     | 22    | 1     |
| Novara Calcio · Italia                                   | 2.ª           | 2015-16       | 39    | 7     | 1                   | 0                   | ―                     | ―                     | 40    | 7     |
| Novara Calcio · Italia                                   | 2.ª           | 2016-17       | 20    | 4     | 3                   | 0                   | ―                     | ―                     | 23    | 4     |
| Novara Calcio · Italia                                   | Total club    | Total club    | 132   | 18    | 9                   | 2                   | 0                     | 0                     | 141   | 20    |
| Cagliari Calcio · Italia                                 | 1.ª           | 2016-17       | 9     | 0     | ―                   | ―                   | ―                     | ―                     | 9     | 0     |
| Cagliari Calcio · Italia                                 | 1.ª           | 2017-18       | 35    | 2     | 1                   | 0                   | ―                     | ―                     | 36    | 2     |
| Cagliari Calcio · Italia                                 | 1.ª           | 2018-19       | 26    | 1     | 3                   | 0                   | ―                     | ―                     | 29    | 1     |
| Cagliari Calcio · Italia                                 | 1.ª           | 2019-20       | 21    | 1     | 1                   | 0                   | ―                     | ―                     | 22    | 1     |
| Cagliari Calcio · Italia                                 | 1.ª           | 2020-21       | 8     | 0     | 1                   | 1                   | ―                     | ―                     | 9     | 1     |
| Bologna F. C. 1909 · Italia                              | 1.ª           | 2020-21       | 1     | 0     | ―                   | ―                   | ―                     | ―                     | 1     | 0     |
| Bologna F. C. 1909 · Italia                              | Total club    | Total club    | 1     | 0     | 0                   | 0                   | 0                     | 0                     | 1     | 0     |
| Cagliari Calcio · Italia                                 | 1.ª           | 2021-22       | 1     | 0     | 0                   | 0                   | ―                     | ―                     | 1     | 0     |
| U. S. Lecce · Italia                                     | 2.ª           | 2021-22       | 8     | 1     | ―                   | ―                   | ―                     | ―                     | 8     | 1     |
| U. S. Lecce · Italia                                     | Total club    | Total club    | 8     | 1     | 0                   | 0                   | 0                     | 0                     | 8     | 1     |
| Cagliari Calcio · Italia                                 | 2.ª           | 2022-23       | 0     | 0     | 0                   | 0                   | ―                     | ―                     | 0     | 0     |
| Cagliari Calcio · Italia                                 | Total club    | Total club    | 100   | 4     | 6                   | 1                   | 0                     | 0                     | 106   | 5     |
| Como 1907 · Italia                                       | 2.ª           | 2022-23       | 17    | 0     | ―                   | ―                   | ―                     | ―                     | 17    | 0     |
| Como 1907 · Italia                                       | 2.ª           | 2023-24       | 0     | 0     | 0                   | 0                   | ―                     | ―                     | 0     | 0     |
| Como 1907 · Italia                                       | Total club    | Total club    | 17    | 0     | 0                   | 0                   | 0                     | 0                     | 17    | 0     |
| Total carrera                                            | Total carrera | Total carrera | 258   | 23    | 15                  | 3                   | 0                     | 0                     | 273   | 26    |
| (1) Incluye datos de Copa Italia y Copa Italia Liga Pro. |               |               |       |       |                     |                     |                       |                       |       |       |

## Palmarés

### Títulos nacionales
| Título                | Club          | País   | Año     |
| --------------------- | ------------- | ------ | ------- |
| Lega Pro              | Novara Calcio | Italia | 2014-15 |
| Supercoppa di Serie C | Novara Calcio | Italia | 2015    |
| Serie B               | U. S. Lecce   | Italia | 2021-22 |